# سمارجان (سيمكان)
سمارجان (بالفارسية: سمارجان) هي قرية تقع في إيران في قسم سیمکان الريفي. يقدر عدد سكانها بـ 285 نسمة بحسب إحصاء 2016.